# Chingia bewaniensis
Chingia bewaniensis är en kärrbräkenväxtart som beskrevs av Holtt. Chingia bewaniensis ingår i släktet Chingia och familjen Thelypteridaceae. Inga underarter finns listade.